# Technicentre
Cet article possède un paronyme, voir Technocentre Renault.

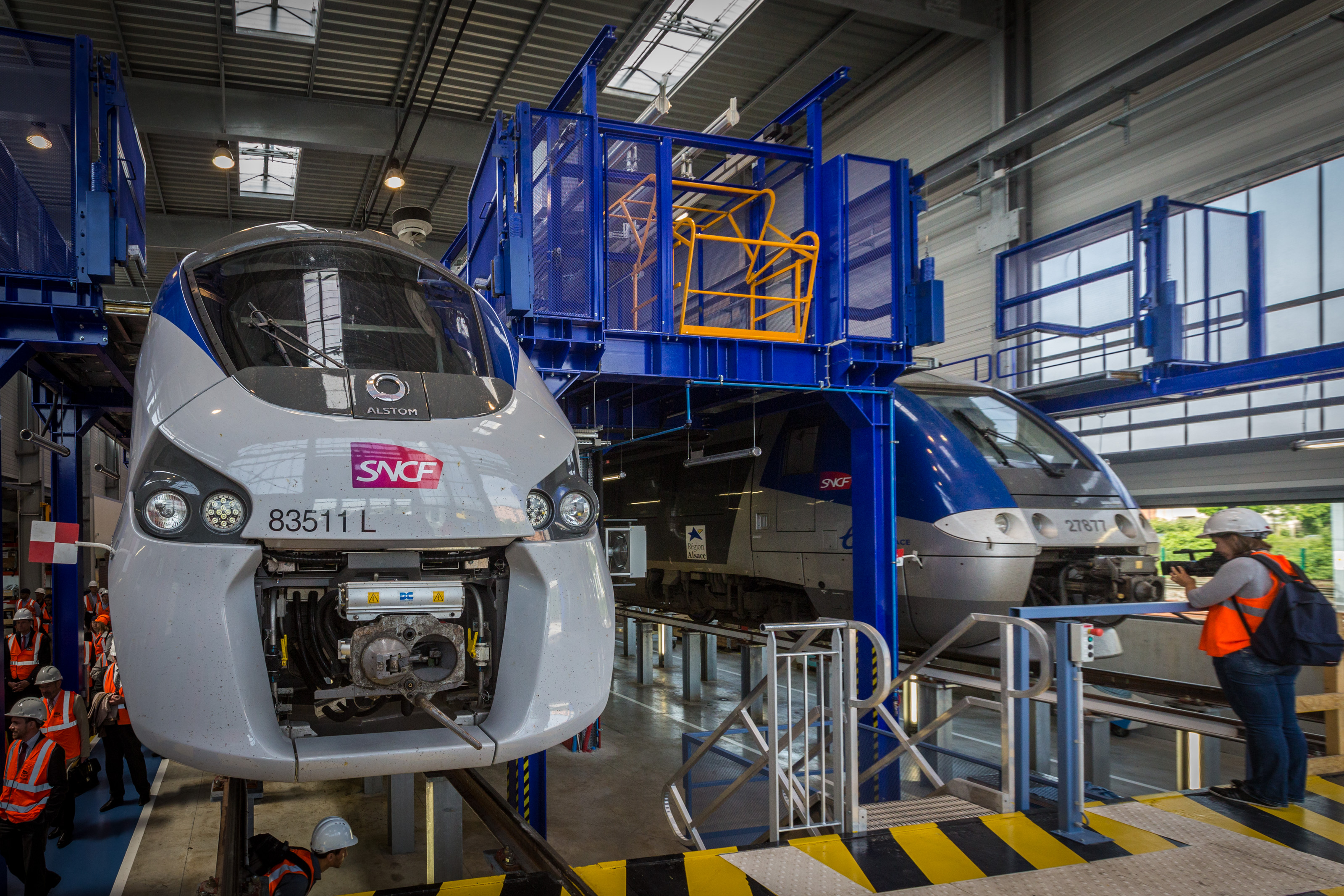
Technicentre Alsace (site de Mulhouse).

Technicentre est la dénomination utilisée depuis février 2008 par la Société nationale des chemins de fer français (SNCF), pour les anciens Établissement industriel de maintenance (EIM), Établissement de maintenance du matériel (EMM) et Établissement industriel de maintenance du matériel (EIMM).

## Description et rôles

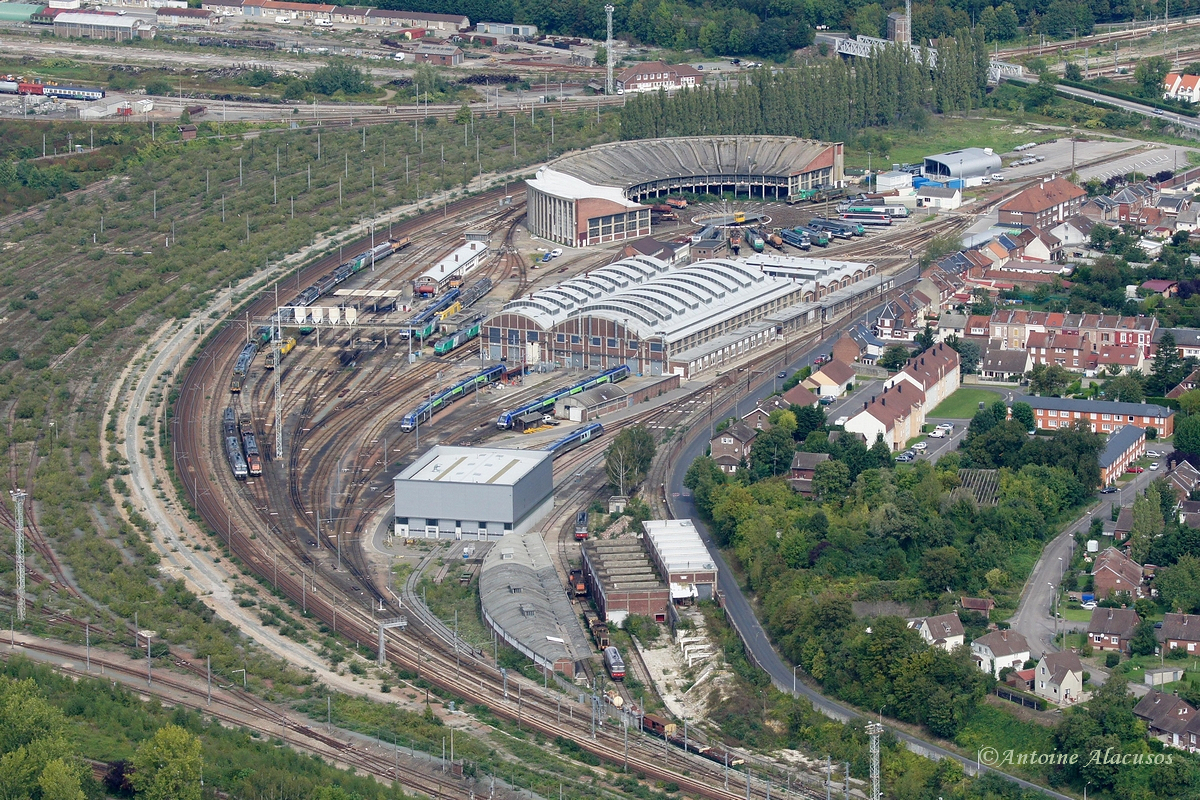
Vue aérienne du Technicentre Picardie, à Longueau.

Un technicentre désigne un ou plusieurs sites spécialisés dans la maintenance du matériel de la SNCF. Ils sont répartis sur l'ensemble du territoire national français. Il existe deux types de technicentres :
- les technicentres de maintenance, spécialisés dans la maintenance de niveaux I à III ;
- les technicentres industriels, spécialisés dans la maintenance de niveaux IV à V.

Les technicentres industriels ont deux rôles principaux :
- réparation et maintenance lourde du matériel roulant (grande visite générale, opération mi-vie, réparation accidentelle) ;
- révision et réparation de sous-systèmes (appelés pièces réparables du matériel).

La réparation des rames permet de prolonger leur durée de vie et d'améliorer la fiabilité, mais également d'apporter des modifications sur le matériel (par exemple l'ajout de prises électriques pour les voyageurs).
Les technicentres de maintenance doivent assurer les dépannages rapides et la maintenance courante. Pour cette raison, le matériel révisé est le plus souvent en service dans la même région géographique. Le matériel y passe régulièrement (à une fréquence qui se compte en jours) pour des opérations courantes (graissage des parties mécaniques, remplissage des consommables, etc.).

## Liste des technicentres industriels
Les technicentres industriels sont les suivants :
| Libellé du lieu | Code entité | Coordonnées GPS du site     | N°  | Libellé de la voie                   | CP    | Ville                     |
| --- | ----------- | --------------------------- | --- | ------------------------------------ | ----- | ------------------------- |
| Technicentre industriel de Charente-Périgord                                                                          | 1026D       | 45° 11′ 26″ N, 0° 42′ 29″ E | 85  | Rue Louis Blanc                      | 24000 | Périgueux                 |
| Technicentre industriel de Bischheim                                                                                  | 1382D       | 48° 37′ 03″ N, 7° 44′ 58″ E | 48  | Avenue de Périgueux                  | 67800 | Bischheim                 |
| Technicentre industriel de Picardie                                                                                   | 2242D       | 49° 39′ 46″ N, 3° 17′ 25″ E |     | Boulevard Stephenson                 | 02700 | Tergnier                  |
| Technicentre industriel d'Hellemmes                                                                                   | 2372D       | 50° 37′ 28″ N, 3° 07′ 04″ E | 332 | Rue Roger Salengro                   | 59260 | Hellemmes                 |
| Technicentre industriel de Romilly                                                                                    | 1322D       | 48° 30′ 11″ N, 3° 45′ 08″ E | 8   | Rue Robert Galley                    | 10100 | Romilly-sur-Seine         |
| Technicentre industriel de Rouen Quatre-Mares                                                                         | 3392D       | 49° 24′ 05″ N, 1° 06′ 13″ E | 69  | Grande rue de Quatre-Mares           | 76300 | Sotteville-lès-Rouen      |
| Technicentre industriel de Nîmes (rattaché au Technicentre industriel de Nevers-Languedoc depuis le 1er juillet 2019) | 3221D       | 43° 50′ 42″ N, 4° 24′ 07″ E | 481 | Rue Max Chabaud                      | 30000 | Nîmes                     |
| Technicentre industriel de Rennes                                                                                     | 3262A       | 48° 04′ 17″ N, 1° 42′ 03″ O |     | Rue des Goutais                      | 35092 | Saint-Jacques-de-la-Lande |
| Technicentre industriel de Vénissieux                                                                                 | 5382D       | 45° 42′ 32″ N, 4° 53′ 22″ E | 6   | Rue des Frères Amadéo                | 69200 | Vénissieux                |
| Technicentre industriel de Saint-Pierre-des-Corps                                                                     | 4229D       | 47° 23′ 09″ N, 0° 42′ 53″ E | 71  | Rue des Ateliers                     | 37700 | Saint-Pierre-des-Corps    |
| Technicentre industriel de Nevers-Languedoc                                                                           | 5322D       | 47° 00′ 11″ N, 3° 08′ 23″ E | 1   | Rue Benoît Frachon                   | 58640 | Varennes-Vauzelles        |
| Technicentre industriel de Saintes                                                                                    | 4232D       | 45° 44′ 48″ N, 0° 36′ 57″ O | 3   | Rue de Lormont                       | 17100 | Saintes                   |
| Technicentre industriel d'Oullins (fermé en 2019,)                                                                    |             | 45° 43′ 12″ N, 4° 49′ 04″ E |     | Quai Pierre-Semard, rue Gabriel-Péri | 69350 | La Mulatière              |

## Liste des technicentres de maintenance
Les technicentres de maintenance sont les suivants :
| Libellé du lieu                                               | Code entité | Coordonnées GPS du site     | N°      | Libellé de la voie              | CP    | Ville                                            |
| ------------------------------------------------------------- | ----------- | --------------------------- | ------- | ------------------------------- | ----- | ------------------------------------------------ |
| Technicentre d'Orléans                                        |             | 47° 54′ 57″ N, 1° 54′ 25″ E | 5       | Boulevard de Québec             | 45000 | Orléans                                          |
| Technicentre Grand-Est – site de Mulhouse                     | 00911       | 47° 44′ 44″ N, 7° 21′ 07″ E | 25      | Avenue de Riedisheim            | 68000 | Mulhouse                                         |
| TC PACA UOM Azur                                              | 00387       | 43° 32′ 43″ N, 6° 58′ 06″ E | 24      | Boulevard du Midi               | 06150 | Cannes (La Bocca)                                |
| SNCF MOBIWAG Hourcade                                         | 00461       | 44° 47′ 39″ N, 0° 33′ 06″ O | NC      | Rue Karl Marx                   | 33130 | Bègles                                           |
| Technicentre AURA UO Annemasse                                | 00457       | 46° 12′ 05″ N, 6° 14′ 27″ E | 2       | Rue du Chablais Prolongée       | 74100 | Ville-la-Grand                                   |
| TECHNIFRET Paloma Miramas                                     | 00458       | 43° 34′ 59″ N, 4° 59′ 41″ E | 7       | Avenue du Maréchal Juin         | 13140 | Miramas                                          |
| TechniNat Mulhouse UO Rhin Meuse Manche                       | 00910       | 47° 45′ 48″ N, 7° 19′ 15″ E | NC      | Chemin de la Doller             | 68200 | Mulhouse                                         |
| TBFC Paloma Modane                                            | 00459       | 45° 11′ 35″ N, 6° 39′ 35″ E | 12      | Rue du Replat                   | 73500 | Fourneaux                                        |
| TM Nord-Pas-de-Calais – Lens                                  | 00993       | 50° 24′ 20″ N, 2° 51′ 16″ E | NC      | Rue Roger Maréchal              | 62680 | Méricourt                                        |
| Technicentre Grand-Est – site de Strasbourg                   | 00909       | 48° 35′ 22″ N, 7° 44′ 09″ E | 26      | Rue du Rempart                  | 67000 | Strasbourg                                       |
| TC PACA UP Nice-Ville                                         | 11573       | 43° 42′ 21″ N, 7° 15′ 34″ E | 5 bis   | Rue Reine Jeanne                | 06000 | Nice                                             |
| TechniNat UO Dunkerque                                        | 00991       | 51° 02′ 24″ N, 2° 19′ 56″ E | 1       | Route du Quai de St-Pol         | 59140 | Dunkerque                                        |
| Technicentre de Bordeaux                                      | 10462       | 44° 48′ 55″ N, 0° 33′ 49″ O | 1       | Rue Gravelotte                  | 33800 | Bordeaux                                         |
| Technicentre de Paris-Est                                     | 11578       | 48° 54′ 00″ N, 2° 27′ 36″ E | 132     | Rue de Paris                    | 93130 | Noisy-le-Sec                                     |
| UO TER Lille                                                  | 00992       | 50° 36′ 58″ N, 3° 05′ 20″ E | 115     | Rue du Professeur Langevin      | 59000 | Lille                                            |
| Technicentre Nouvelle-Aquitaine UO TER/MFI                    | 10463       | 44° 48′ 47″ N, 0° 33′ 35″ O | 194 bis | Boulevard Albert 1er            | 33800 | Bordeaux                                         |
| Atelier Tram-Train de Paris-Est                               | 11579       | 48° 53′ 53″ N, 2° 27′ 43″ E | 1       | Rue Emmanuel Arago              | 93130 | Noisy-le-Sec                                     |
| UO de Chalindrey                                              | 12313       | 47° 48′ 16″ N, 5° 26′ 39″ E | 6       | Avenue Gambetta                 | 52600 | Chalindrey                                       |
| UO Alpes Chambéry                                             | 15767       | 45° 34′ 44″ N, 5° 54′ 53″ E | 791     | Chemin de la Rotonde            | 73000 | Chambéry                                         |
| Technicentre Est Européen                                     | 10580       | 48° 53′ 49″ N, 2° 24′ 47″ E | NC      | Chemin latéral au Chemin de Fer | 93500 | Pantin                                           |
| TM Alsace UO Strasbourg (GH)                                  | 12810       | 48° 35′ 17″ N, 7° 44′ 04″ E | 26      | Rue du Rempart                  | 67000 | Strasbourg                                       |
| TI LR UP Cerbère                                              | 32206       | 42° 41′ 30″ N, 2° 52′ 49″ E | NC      | Avenue Abbé Pierre              | 66000 | Perpignan                                        |
| Technicentre de Paris-Nord                                    | 22157       | 48° 57′ 11″ N, 2° 20′ 54″ E | 1       | Rue Marcel Sembat               | 93430 | Villetaneuse                                     |
| UO Thionville                                                 | 12711       | 49° 20′ 56″ N, 6° 09′ 57″ E | 5       | Rue du Chemin de Fer            | 57100 | Thionville                                       |
| Technicentre de Paris-Saint-Lazare – site de Levallois-Perret | 32111       | 48° 53′ 45″ N, 2° 17′ 53″ E | 32      | Rue Jules Verne                 | 92300 | Levallois-Perret                                 |
| TI LR UP Nîmes TER                                            | 32203       | 43° 50′ 35″ N, 4° 22′ 12″ E | 8 ter   | Rue de Sully                    | 30000 | Nîmes                                            |
| EMT du Limousin (TNAQ UO TER LG)                              | 42411       | 45° 50′ 27″ N, 1° 16′ 15″ E | 72      | Rue Aristide Briand             | 87100 | Limoges                                          |
| TC Lorraine UO Woippy                                         | 12757       | 49° 11′ 27″ N, 6° 09′ 26″ E | NC      | Pont de Semecourt               | 57280 | Maizières-lès-Metz                               |
| Technicentre Atlantique                                       | 32240       | 48° 48′ 11″ N, 2° 17′ 57″ E | 60      | Rue Étienne Deforges            | 92320 | Châtillon                                        |
| Technicentre Trappes / Montrouge – UO Montrouge               | 32212       | 48° 48′ 40″ N, 2° 18′ 16″ E | 103     | Avenue Marx Dormoy              | 92220 | Bagneux                                          |
| TSEE Villeneuve-Saint-Georges                                 | 52120       | 48° 44′ 45″ N, 2° 26′ 26″ E | 1       | Rue du TGV                      | 94190 | Villeneuve-Saint-Georges                         |
| Technicentre Champagne-Ardenne – Épernay                      | 13620       | 49° 03′ 05″ N, 3° 57′ 16″ E | 3       | Avenue du Maréchal Joffre       | 51200 | Épernay                                          |
| TM Bretagne                                                   | 32614       | 48° 06′ 17″ N, 1° 38′ 13″ O | 43      | Rue Auguste Pavie               | 35000 | Rennes                                           |
| Technicentre Occitanie                                        | 42541       | 43° 36′ 57″ N, 1° 27′ 09″ E | 37      | Avenue de Lyon                  | 31500 | Toulouse                                         |
| Technicentre de Villeneuve-Prairie                            | 52141       | 48° 45′ 47″ N, 2° 26′ 03″ E | 1       | Chemin des Vaches               | 94600 | Choisy-le-Roi                                    |
| Technicentre Hauts-de-France                                  | 22412       | 49° 52′ 15″ N, 2° 20′ 54″ E | 2       | Rue Pierre Semard               | 80330 | Longueau                                         |
| Technicentre de Villeneuve – site du dépôt                    | 52111       | 48° 45′ 23″ N, 2° 26′ 14″ E | 14      | Vieux chemin de Paris           | 94190 | Villeneuve-Saint-Georges                         |
| Technicentre Normandie UP Sotteville                          | 32321       | 49° 25′ 15″ N, 1° 05′ 49″ E | 1       | Rue Gaston Contremoulins        | 76300 | Sotteville-lès-Rouen                             |
| Technicentre de Lyon-Vaise                                    | 52411       | 45° 46′ 47″ N, 4° 48′ 07″ E | 60      | Rue de Bourgogne                | 69009 | Lyon-Vaise                                       |
| TM Nord-Pas-de-Calais                                         | 22482       | 50° 56′ 44″ N, 1° 50′ 40″ E | 1       | Rue Colbert                     | 62100 | Calais                                           |
| UO Tram Train ETB PDL                                         | 32730       | 47° 13′ 40″ N, 1° 31′ 03″ O | 1       | Boulevard Auguste Peneau        | 44300 | Nantes                                           |
| Technicentre TGV de Lyon                                      | 53441       | 45° 44′ 13″ N, 4° 50′ 58″ E | 80      | Rue de la Croix Barret          | 69008 | Lyon                                             |
| EPTIC Paris-Saint-Lazare                                      | 34585       | 48° 53′ 57″ N, 2° 17′ 48″ E | 2       | Rue de Neuilly                  | 92110 | Clichy-la-Garenne                                |
| Technicentre Le Landy                                         | 23621       | 48° 54′ 54″ N, 2° 20′ 57″ E | 147     | Rue du Landy                    | 93210 | Saint-Denis (la Plaine)                          |
| Trappes                                                       | 33608       | 48° 45′ 59″ N, 1° 58′ 33″ E | 10      | RN10 Trappes                    | 78190 | Trappes                                          |
| Technicentre Paris-Austerlitz                                 | 57841       | 48° 49′ 23″ N, 2° 22′ 41″ E | 20      | Avenue de la Porte de Vitry     | 75013 | Paris                                            |
| TBFC UO de Nevers                                             | 52210       | 46° 59′ 55″ N, 3° 08′ 13″ E | 2       | Rue Hubert Giraud               | 58000 | Nevers                                           |
| Technicentre Paris-Saint-Lazare – site d'Achères              | 32110       | 48° 57′ 42″ N, 2° 06′ 12″ E |         | Route forestière des Pavillons  | 78100 | Saint-Germain-en-Laye (ou Achères-Grand-Cormier) |
| Les Ardoines                                                  | 42161       | 48° 47′ 01″ N, 2° 25′ 02″ E | 5       | Rue Léon Mauvais                | 94400 | Vitry-sur-Seine                                  |
| Dijon                                                         | 52322       | 47° 17′ 58″ N, 5° 01′ 58″ E | 2       | Rue Jean-Baptiste Peincedé      | 21000 | Dijon                                            |
| Technicentre Normandie Caen                                   | 32411       | 49° 10′ 32″ N, 0° 20′ 44″ O | 3       | Rue Roger Bastion               | 14000 | Caen                                             |
| Lyon-Mouche Grenoble                                          | 52420       | 45° 44′ 19″ N, 4° 50′ 47″ E | 47      | Rue Croix Barret                | 69007 | Lyon                                             |
| TI PDL UO MM Nantes                                           | 32725       | 47° 13′ 48″ N, 1° 29′ 51″ O |         | Rue de la Bonnetière            | 44300 | Nantes                                           |
| Technicentre Paris-Saint-Lazare – site d'Argenteuil (VND)     | 34586       | 48° 56′ 44″ N, 2° 12′ 43″ E |         | Impasse du Prunet               | 95100 | Argenteuil                                       |
| Marseille-Blancarde                                           | 62113       | 43° 17′ 41″ N, 5° 24′ 57″ E | 201     | Chemin de Saint-Jean du Désert  | 13012 | Marseille                                        |
| Technicentre de Saint-Pierre-des-Corps – UOM                  | 42211       | 47° 23′ 27″ N, 0° 44′ 20″ E | 269     | Avenue Stalingrad               | 37700 | Saint-Pierre-des-Corps                           |
| TECH AURA UO Clermont-Ferrand                                 | 52256       | 45° 47′ 28″ N, 3° 08′ 11″ E | 187     | Avenue Jean Mermoz              | 63000 | Clermont-Ferrand                                 |
| Marseille-Saint-Charles                                       | 62121       | 43° 18′ 29″ N, 5° 23′ 17″ E | 38      | Rue Guibal                      | 13001 | Marseille                                        |
| UO Vénissieux                                                 | 52414       | 45° 42′ 32″ N, 4° 52′ 34″ E | 10      | Avenue Pierre Semard            | 69200 | Vénissieux                                       |
| PEN de Briançon                                               | 62113       | 44° 53′ 34″ N, 6° 38′ 02″ E |         | Avenue du Général de Gaulle     | 05100 | Briançon                                         |
| TC AURA – UO L'Arbresle                                       | 53410       | 45° 49′ 58″ N, 4° 37′ 08″ E | 108     | Montée d'Éveux                  | 69210 | Éveux                                            |
| Avignon                                                       | 62114       | 43° 56′ 18″ N, 4° 49′ 25″ E | 67      | Avenue Pierre Semard            | 84000 | Avignon                                          |
| Technicentre National                                         |             |                             |         |                                 |       | Sites du Technicentre National.                  |

## Galerie de photographies

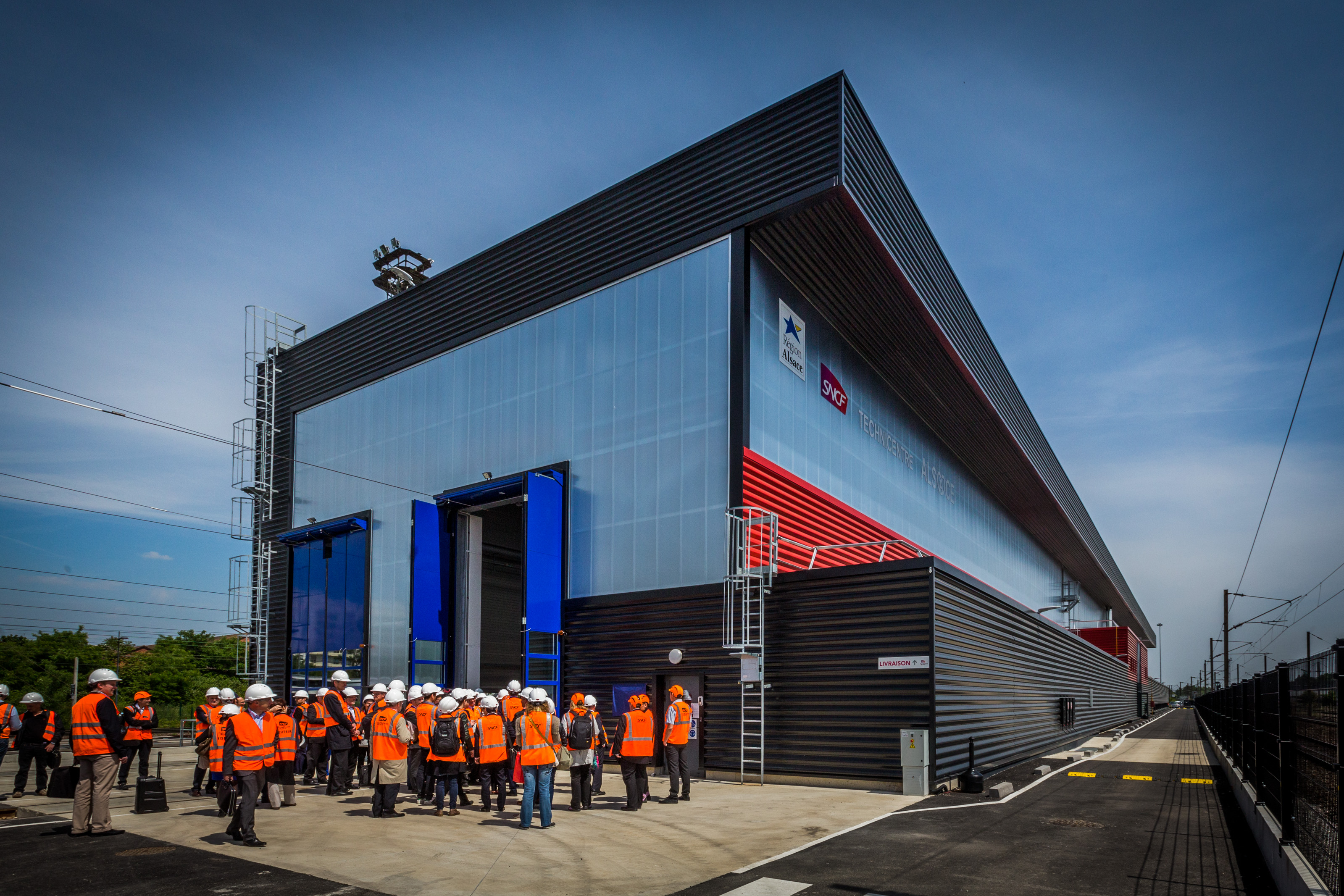
Le technicentre de Mulhouse.
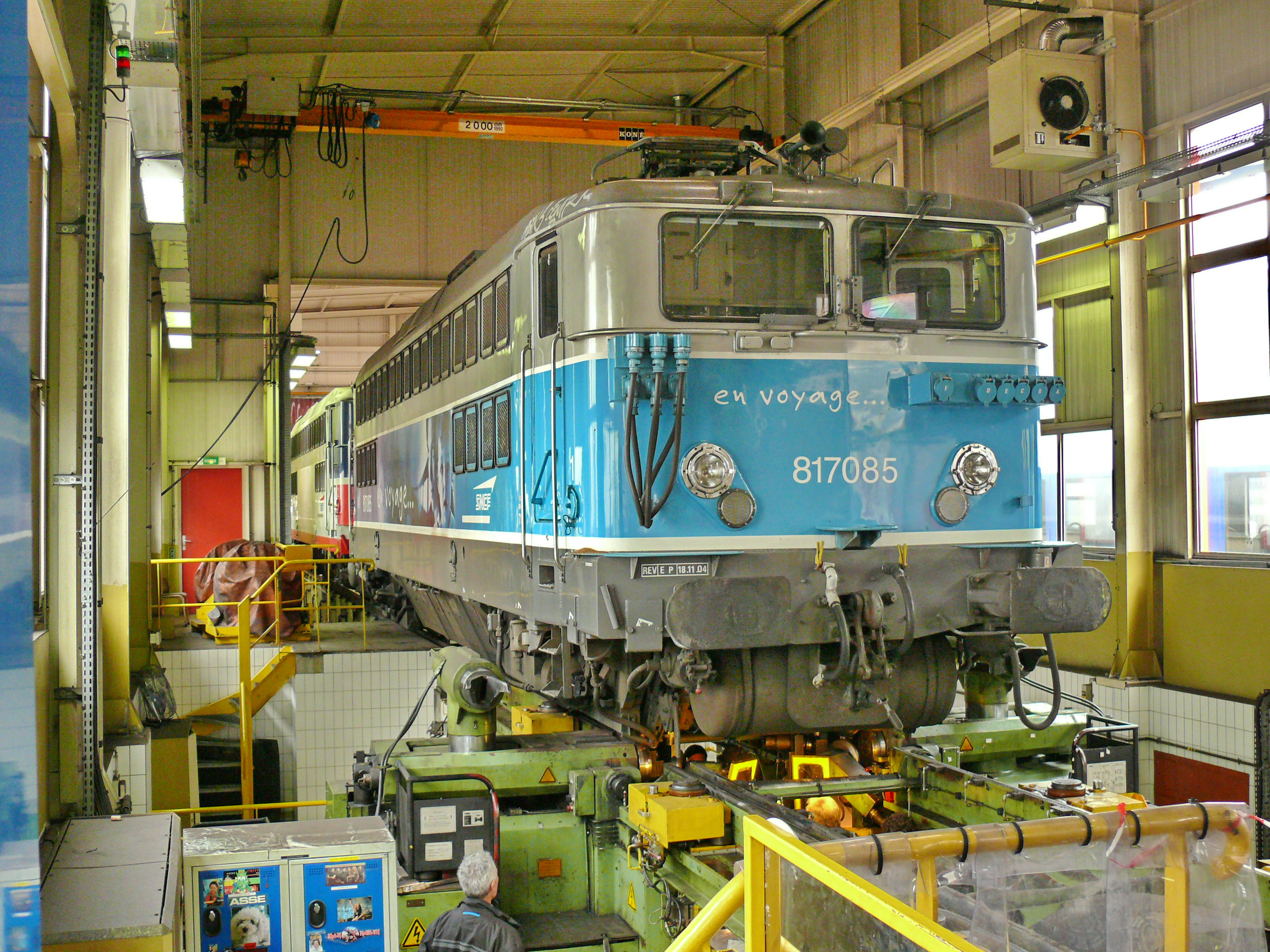
Le tour de re-profilage d'essieux, sur le site des Joncherolles.
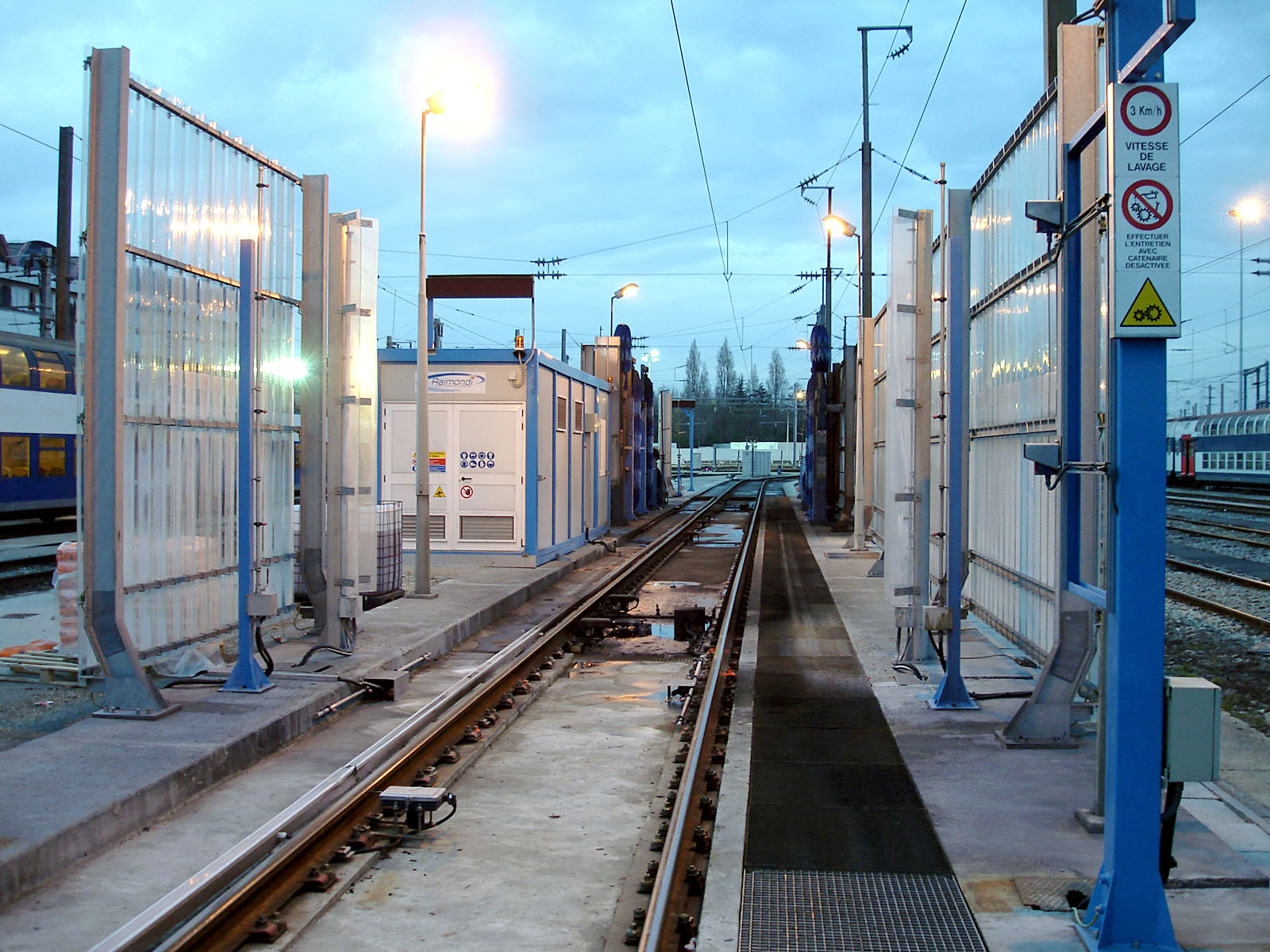
La machine à laver, aux Joncherolles.
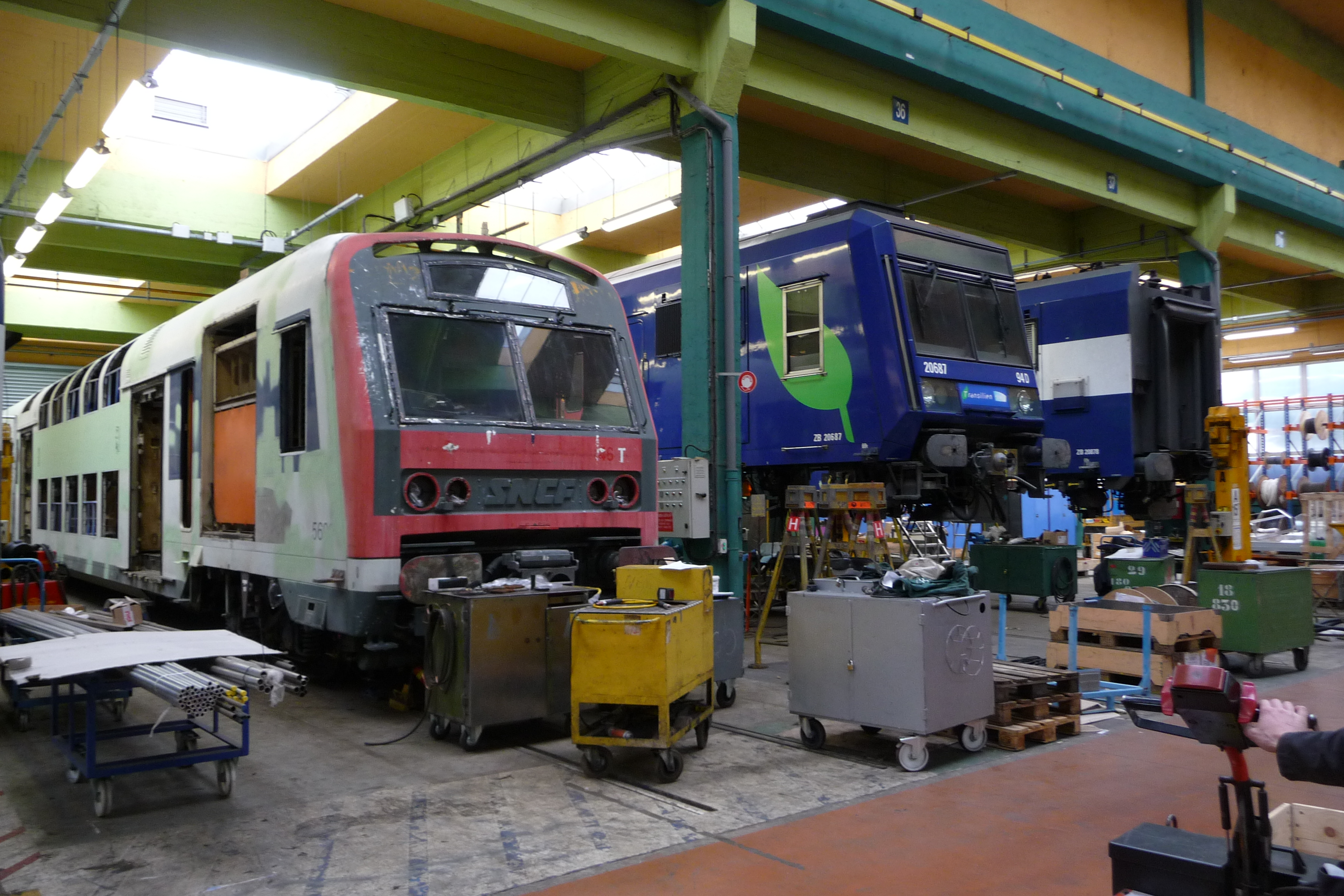
Des Transilien en rénovation, à Saint-Pierre-des-Corps.
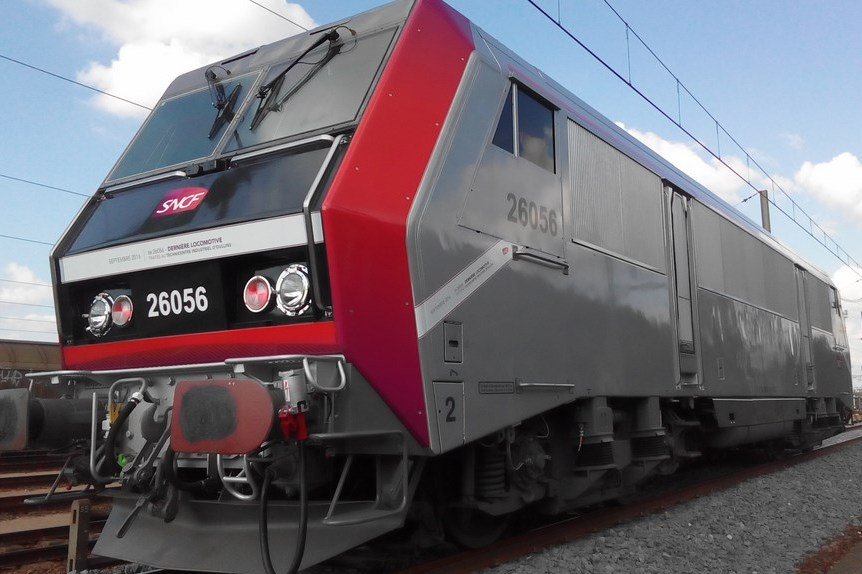
La BB 26056 (dernière locomotive traitée aux ateliers d'Oullins).